# Microrégion de Juruá

Localisation de la microrégion de Juruá.

La microrégion du Juruá est l'une des deux microrégions qui subdivisent le Sud-Ouest de l'État de l'Amazonas au Brésil.
Elle comprend sept municipalités qui regroupaient 115 888 habitants en 2006 pour une superficie totale de 122 115 km2.

## Municipalités[1]
- Carauari
- Eirunepé (chef-lieu)
- Envira
- Guajará
- Ipixuna
- Itamarati
- Juruá